# مارك بيديرسين
مارك بيديرسين (بالدنماركية: Marc Pedersen)‏ (31 يوليو 1989 في الدنمارك - ) هو لاعب كرة قدم دانمركي في مركز الدفاع. لعب مع نادي راندرس ونادي سوندرييسكه ونادي فايله ونادي يورغوردينس وFC Fredericia ‏.

## روابط خارجية
- مارك بيديرسين على موقع قاعدة بيانات كرة القدم.إي يو (الإنجليزية)
- مارك بيديرسين على موقع Soccerway.com (الإنجليزية)
- مارك بيديرسين على موقع عالم كرة القدم.نت (الإنجليزية)